# Mary Lee
Mary Lee, född 14 februari 1821 i County Monaghan, Irland, död 18 september 1909 i North Adelaide, Adelaide, South Australia, var en irländsk-australisk kvinnorättsaktivist.
Hon var en av förgrundsfigurerna i den australiska kvinnorättsrörelsen, och aktiv inom flera samtida kvinnorättsgrupper. Hon var en av grundarna av The Working Women's Trades Union (1896) och Women's Suffrage League (1888), som medverkade i införandet av kvinnliga rösträtt i Australien 1901.